# Anarchismus in Korea
Der Anarchismus in Korea geht auf die koreanische Unabhängigkeitsbewegung unter der Besatzung durch Japan Anfang des 20. Jahrhunderts zurück. Die koreanischen Anarchisten schlossen sich über ihre nationalen Grenzen hinweg zusammen, jedoch wurden ihre Bemühungen durch die Unterdrückung durch die Japanische Autoritäten verhindert.

## Geschichte

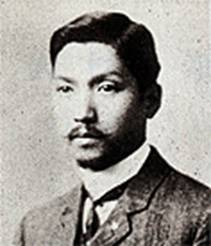
Ōsugi Sakae

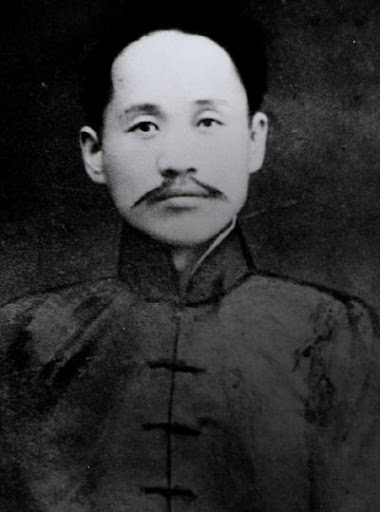
Shin Chae-ho

Gegen Ende des Kaiserreichs Korea und der Joseon-Dynastie tauchten ländliche sozialrevolutionäre Bewegungen auf, die das Volk und die Menschen als Grundlage des Landes sahen aus der sie besteht und das Recht einforderten, dass die Initiative für Selbstbestimmung vom Volk ausgehen soll. Shin Chae-ho, der spätere Vorsitzende der Koreanischen Volksassoziation in der Mandschurei Kim Jwa-jin und auch der Attentäter vom japanischen Premierminister Ito Hirobumi, Ahn Jung-geun, waren allesamt Mitglieder von aristokratischen Familien, die ihren Status aufgegeben haben.
Ein Großteil der anarchistischen Bewegung basierte auf einheimischen koreanischen Dorfstrukturen, die unter dem Namen Dure bekannt sind. An der Grenze zu China bildete zwischen 1924 und 1929 sich die Koreanische Volksassoziation in der Mandschurei, die mehr als 1 Millionen Mitglieder hatte, letzten Endes jedoch von der japanischen Kwantung-Armee und chinesischen Truppen vernichtet wurde. Ähnlich zu der heutigen EZLN in der Chiapas-Region Mexikos lehnten sie die Bezeichnung als Anarchisten ab.
Die japanische Besetzung Koreas im Jahr 1910 intensivierte die nationale Befreiungsbewegung, deren radikalere Befürworter sich zum Anarchismus bewegten. Japanische Anarchisten arbeiteten manchmal mit koreanischen Anarchisten zusammen.
Während dem Kanto-Massaker wurden neben Koreanern auch japanische Sozialisten und Anarchisten Opfer der Ausschreitungen durch japanische Zivilisten und der Polizei, unter anderem auch der japanische Anarchist Ōsugi Sakae. Innerhalb Japans wurde 1921 durch Exilkoreaner die anarchistische Gruppe Heukdohoe (흑도회, 黑濤會, deutsch Schwarze Welle Gesellschaft) gegründet. Sie standen mit japanischen Anarchisten in Kontakt. Die Zeitung der Gruppe hieß Schwarze Welle, dessen Chefredakteur war der koreanische Anarchist Bak Yeol.
Der koreanische Intellektuelle und Nationalist Shin Chae-ho schrieb 1923 den Entwurf für das Korean Revolutionary Manifesto, das die Koreaner davor warnte, einen Unterdrücker durch einen anderen zu ersetzen oder eine Gesellschaft zu werden, die einen anderen ausbeuten würde. Er drängte auf die Revolution, nicht nur um die ausländische Herrschaft abzuschaffen, sondern auch um für neue Freiheiten und materielle Verbesserungen zu sorgen. Die koreanischen Anarchisten nannten ihre Zeitung Talhwani (deutsch Eroberung) und waren für einen föderalistischen, anti-imperialistischen Anarchismus. Im Exil schloss sich Shin Chae-ho mit anderen koreanischen Anarchisten zusammen. Daraufhin trat er 1927 der Eastern Anarchist Federation (kor. 동방 무정부주의 연맹, 東方無政府主義聯盟) bei welcher die Mitglieder aus China, Japan und Vietnam stammten.
Nach dem Ende des Zweiten Weltkrieges war Korea die erste nordostasiatische Region, in der sich eine beträchtliche anarchistische Bewegung aufbaute. Dies lag vor allem an der Repression durch das totalitäre, imperialistische Japan der 1930er und 40er. Während sich die Korean Anarchist Federation vor dem Krieg gegen eine vereinte nationale Front aussprach, schlossen sich einige Anarchisten während des Krieges ihrer Exilregierung im Kampf für die Unabhängigkeit an. Einige Anarchisten ermutigten zu einer Allianz mit der Regierung, um Korea vor ausländischen Invasoren zu schützen. Andere hingegen setzten sich weiterhin für eine Föderation autonomer Verbände im ganzen Land ein.

## Filme
2017 wurde die Filmbiografie Anarchist from Colony über den Anarchisten Bak Yeol (auch Park Yeol) veröffentlicht. Regisseur Lee Jun-ik fokussierte sich dabei auf die Zeit von 1923 bis 1926, als es nach dem Großen Kantō-Erdbeben zu Übergriffen auf Koreaner in Japan kam und daraufhin Park Yeol sowie Kaneko Fumiko eingesperrt und als Sündenböcke angeklagt wurden. Beide nutzten die Gerichtsverhandlung, um die Aufmerksamkeit auf das Massaker zu lenken, bei dem etwa 6000 Koreaner ermordet worden sein sollen.